# Reventin-Vaugris
Reventin-Vaugris és un municipi francès situat al departament de la Isèra i a la regió d'Alvèrnia-Roine-Alps. L'any 2007 tenia 1.679 habitants.

## Demografia

### Població
El 2007 la població de fet de Reventin-Vaugris era de 1.679 persones. Hi havia 600 famílies de les quals 95 eren unipersonals (41 homes vivint sols i 54 dones vivint soles), 219 parelles sense fills, 261 parelles amb fills i 25 famílies monoparentals amb fills.
La població ha evolucionat segons el següent gràfic:
Habitants censats

### Habitatges
El 2007 hi havia 637 habitatges, 615 eren l'habitatge principal de la família, 14 eren segones residències i 8 estaven desocupats. 596 eren cases i 39 eren apartaments. Dels 615 habitatges principals, 520 estaven ocupats pels seus propietaris, 74 estaven llogats i ocupats pels llogaters i 20 estaven cedits a títol gratuït; 16 tenien dues cambres, 53 en tenien tres, 150 en tenien quatre i 396 en tenien cinc o més. 510 habitatges disposaven pel capbaix d'una plaça de pàrquing. A 211 habitatges hi havia un automòbil i a 380 n'hi havia dos o més.

### Piràmide de població
La piràmide de població per edats i sexe el 2009 era:
| Homes | Edats   | Dones |
| ----- | ------- | ----- |
| 0     | 95 o +  | 0     |
| 0     | 90 a 94 | 16    |
| 4     | 85 a 89 | 8     |
| 4     | 80 a 84 | 8     |
| 12    | 75 a 79 | 28    |
| 24    | 70 a 74 | 24    |
| 44    | 65 a 69 | 36    |
| 36    | 60 a 64 | 48    |
| 44    | 55 a 59 | 52    |
| 56    | 50 a 54 | 36    |
| 72    | 45 a 49 | 64    |
| 60    | 40 a 44 | 60    |
| 76    | 35 a 39 | 72    |
| 64    | 30 a 34 | 56    |
| 40    | 25 a 29 | 32    |
| 52    | 20 a 24 | 32    |
| 80    | 15 a 19 | 32    |
| 60    | 10 a 14 | 56    |
| 72    | 5 a 9   | 28    |
| 52    | 0 a 4   | 40    |

## Economia
El 2007 la població en edat de treballar era de 1.098 persones, 821 eren actives i 277 eren inactives. De les 821 persones actives 765 estaven ocupades (432 homes i 333 dones) i 56 estaven aturades (26 homes i 30 dones). De les 277 persones inactives 99 estaven jubilades, 99 estaven estudiant i 79 estaven classificades com a «altres inactius».

### Ingressos
El 2009 a Reventin-Vaugris hi havia 639 unitats fiscals que integraven 1.813 persones, la mediana anual d'ingressos fiscals per persona era de 21.287 €.

### Activitats econòmiques
Dels 125 establiments que hi havia el 2007, 8 eren d'empreses extractives, 2 d'empreses alimentàries, 2 d'empreses de fabricació de material elèctric, 1 d'una empresa de fabricació d'elements pel transport, 11 d'empreses de fabricació d'altres productes industrials, 19 d'empreses de construcció, 30 d'empreses de comerç i reparació d'automòbils, 9 d'empreses de transport, 7 d'empreses d'hostatgeria i restauració, 1 d'una empresa d'informació i comunicació, 3 d'empreses financeres, 7 d'empreses immobiliàries, 17 d'empreses de serveis, 4 d'entitats de l'administració pública i 4 d'empreses classificades com a «altres activitats de serveis».
Dels 26 establiments de servei als particulars que hi havia el 2009, 1 era una oficina de correu, 1 funerària, 6 tallers de reparació d'automòbils i de material agrícola, 1 taller d'inspecció tècnica de vehicles, 4 paletes, 1 guixaire pintor, 2 lampisteries, 3 electricistes, 1 empresa de construcció, 1 perruqueria, 3 restaurants, 1 agència immobiliària i 1 saló de bellesa.
Dels 2 establiments comercials que hi havia el 2009, 1 era una botiga de menys de 120 m² i 1 una fleca.
L'any 2000 a Reventin-Vaugris hi havia 31 explotacions agrícoles que ocupaven un total de 657 hectàrees.

## Equipaments sanitaris i escolars
El 2009 hi havia 2 escoles elementals.

## Poblacions més properes
El següent diagrama mostra les poblacions més properes.